# Borna Nyaoke-Anoke
Borna Nyaoke-Anoke (nhũ danh Borna Nyaoke) là một bác sĩ và nhà nghiên cứu y học người Kenya, là Giám đốc Xét nghiệm lâm sàng tại KAVI (Sáng kiến Vaccine AIDS AIDS) Viện nghiên cứu lâm sàng, có trụ sở tại Đại học Nairobi.

## Tiểu sử
Borna Nyaoke-Anoke sinh ra ở Kenya vào khoảng năm 1987, và theo học trường Kenyan cho cấp học tiểu học và trung học. Cô được nhận vào Đại học Nairobi và nghiên cứu về y học con người, tốt nghiệp với bằng Cử nhân Y khoa và Cử nhân Phẫu thuật (MBChB). Năm 2015, cô được nhận vào Đại học Liverpool, tốt nghiệp năm 2017, với bằng Thạc sĩ Y tế Công cộng (MPH), chuyên về quản lý hệ thống y tế. Cô cũng đã tham dự Chương trình đào tạo nghiên cứu về học giả lâm sàng toàn cầu (GCSRT) tại Trường Y khoa Harvard, chuyên về việc tiến hành các xét nghiệm lâm sàng.
Sau khi hoàn thành bằng cấp đầu tiên, Borna Nyaoke-Anoke đã tập trung tại Bệnh viện Quốc gia Kenyatta, trong khoảng thời gian một năm, từ tháng 4 năm 2012 đến tháng 6 năm 2013. Sau đó cô làm Nhân viên y tế tại Bệnh viện Nairobi, trong hai năm, Từ tháng 7 năm 2013 đến tháng 8 năm 2015. Từ tháng 9 năm 2015, cô đã làm việc tại Viện nghiên cứu lâm sàng KAVI, với tư cách là người quản lý các xét nghiệm lâm sàng. Ngoài ra, có hiệu lực từ tháng 1 năm 2015, cô là giám đốc điều hành của Health and Wellness Solutions Limited, một tổ chức chăm sóc sức khỏe tư nhân, phục vụ cả cá nhân và nhân viên của công ty.
Cô nhận làm cho hai công ty phi y tế:
- Taurus Group, một công ty giải trí, lối sống và viễn thông thuộc sở hữu của chồng cô
- Terragon Group, một công ty truyền thông kỹ thuật số, có trụ sở tại Lagos, Nigeria.[2]

## Gia đình
Tiến sĩ Borna Nyaoke-Anoke kết hôn với Arthur Ikechukwu Anoke, một doanh nhân gốc Nigeria. Họ có một con gái.

## Giải thưởng
2017: Cô được xếp vào danh sách "Top 40 phụ nữ dưới 40 tuổi ở Kenya" của Tập đoàn truyền thông quốc gia.